# جيرمان كابريرا
جيرمان كابريرا (بالهولندية: Germain Cabrera)‏ (15 يناير 1986 - ) هو لاعب كرة قدم هولندي في مركز الوسط. شارك مع منتخب أروبا لكرة القدم.

## وصلات خارجية
- جيرمان كابريرا على موقع قاعدة بيانات كرة القدم.إي يو (الإنجليزية)
- جيرمان كابريرا على موقع ناشيونال فوتبول تيمز (الإنجليزية)